# Lepelaars
Lepelaars (Plateinae) zijn een onderfamilie van vogels uit de familie ibissen en lepelaars (Threskiornithidae). De onderfamilie telt één geslacht: Platalea.

## Soorten
- Platalea ajaja (Roze lepelaar)
- Platalea alba (Afrikaanse lepelaar)
- Platalea flavipes (Geelsnavellepelaar)
- Platalea leucorodia (Lepelaar)
- Platalea minor (Kleine lepelaar)
- Platalea regia (Koningslepelaar)